# 史前王國
《史前王國》是成风画的漫画，内容拿史前时代人类与周遭的生物生活与和自然的考验为题材。把恐龙和原始人碰在一起，场景却是现代的。